# Plan-d'Orgon
Plan-d'Orgon est une commune française, située dans le département des Bouches-du-Rhône en région Provence-Alpes-Côte d'Azur. Ses habitants sont appelés les Planais.

## Géographie
Plan-d'Orgon se situe dans la région Provence-Alpes-Côte d’Azur, plus précisément dans le nord-ouest des Bouches-du-Rhône, au carrefour des deux grands axes que sont la nationale 7 et la départementale 99.
La commune est limitrophe avec les communes d'Orgon, de Cavaillon, de Saint-Andiol, de Cabannes et de Mollégès.

### Climat
Pour des articles plus généraux, voir Climat de Provence-Alpes-Côte d'Azur et Climat des Bouches-du-Rhône.
En 2010, le climat de la commune est de type climat méditerranéen franc, selon une étude du Centre national de la recherche scientifique s'appuyant sur une série de données couvrant la période 1971-2000. En 2020, Météo-France publie une typologie des climats de la France métropolitaine dans laquelle la commune est exposée à un climat méditerranéen et est dans la région climatique  Provence, Languedoc-Roussillon, caractérisée par une pluviométrie faible en été, un très bon ensoleillement (2 600 h/an), un été chaud (21,5 °C), un air très sec en été, sec en toutes saisons, des vents forts (fréquence de 40 à 50 % de vents > 5 m/s) et peu de brouillards. 
Pour la période 1971-2000, la température annuelle moyenne est de 14,1 °C, avec une amplitude thermique annuelle de 17,8 °C. Le cumul annuel moyen de précipitations est de 656 mm, avec 5,9 jours de précipitations en janvier et 2,3 jours en juillet. Pour la période 1991-2020, la température moyenne annuelle observée sur la station météorologique de Météo-France la plus proche, « Eyragues », sur la commune d'Eyragues à 13 km à vol d'oiseau, est de 15,2 °C et le cumul annuel moyen de précipitations est de 631,8 mm. 
La température maximale relevée sur cette station est de 42,2 °C, atteinte le 28 juin 2019 ; la température minimale est de −9,9 °C, atteinte le 2 mars 2005,,. 
Les paramètres climatiques de la commune ont été estimés pour le milieu du siècle (2041-2070) selon différents scénarios d'émission de gaz à effet de serre à partir des nouvelles projections climatiques de référence DRIAS-2020. Ils sont consultables sur un site dédié publié par Météo-France en novembre 2022.

## Urbanisme

### Typologie
Au 1er janvier 2024, Plan-d'Orgon est catégorisée bourg rural, selon la nouvelle grille communale de densité à 7 niveaux définie par l'Insee en 2022.
Elle appartient à l'unité urbaine d'Avignon, une agglomération inter-régionale dont elle est une commune de la banlieue,. Par ailleurs la commune fait partie de l'aire d'attraction de Cavaillon, dont elle est une commune de la couronne,. Cette aire, qui regroupe 6 communes, est catégorisée dans les aires de moins de 50 000 habitants,.

### Occupation des sols
L'occupation des sols de la commune, telle qu'elle ressort de la base de données européenne d’occupation biophysique des sols Corine Land Cover (CLC), est marquée par l'importance des territoires agricoles (71 % en 2018), en diminution par rapport à 1990 (77,2 %). La répartition détaillée en 2018 est la suivante : 
cultures permanentes (47,2 %), zones agricoles hétérogènes (23,8 %), zones industrielles ou commerciales et réseaux de communication (9,7 %), zones urbanisées (7,6 %), forêts (5,3 %), espaces ouverts, sans ou avec peu de végétation (3,9 %), milieux à végétation arbustive et/ou herbacée (2,6 %). L'évolution de l’occupation des sols de la commune et de ses infrastructures peut être observée sur les différentes représentations cartographiques du territoire : la carte de Cassini (XVIIIe siècle), la carte d'état-major (1820-1866) et les cartes ou photos aériennes de l'IGN pour la période actuelle (1950 à aujourd'hui).

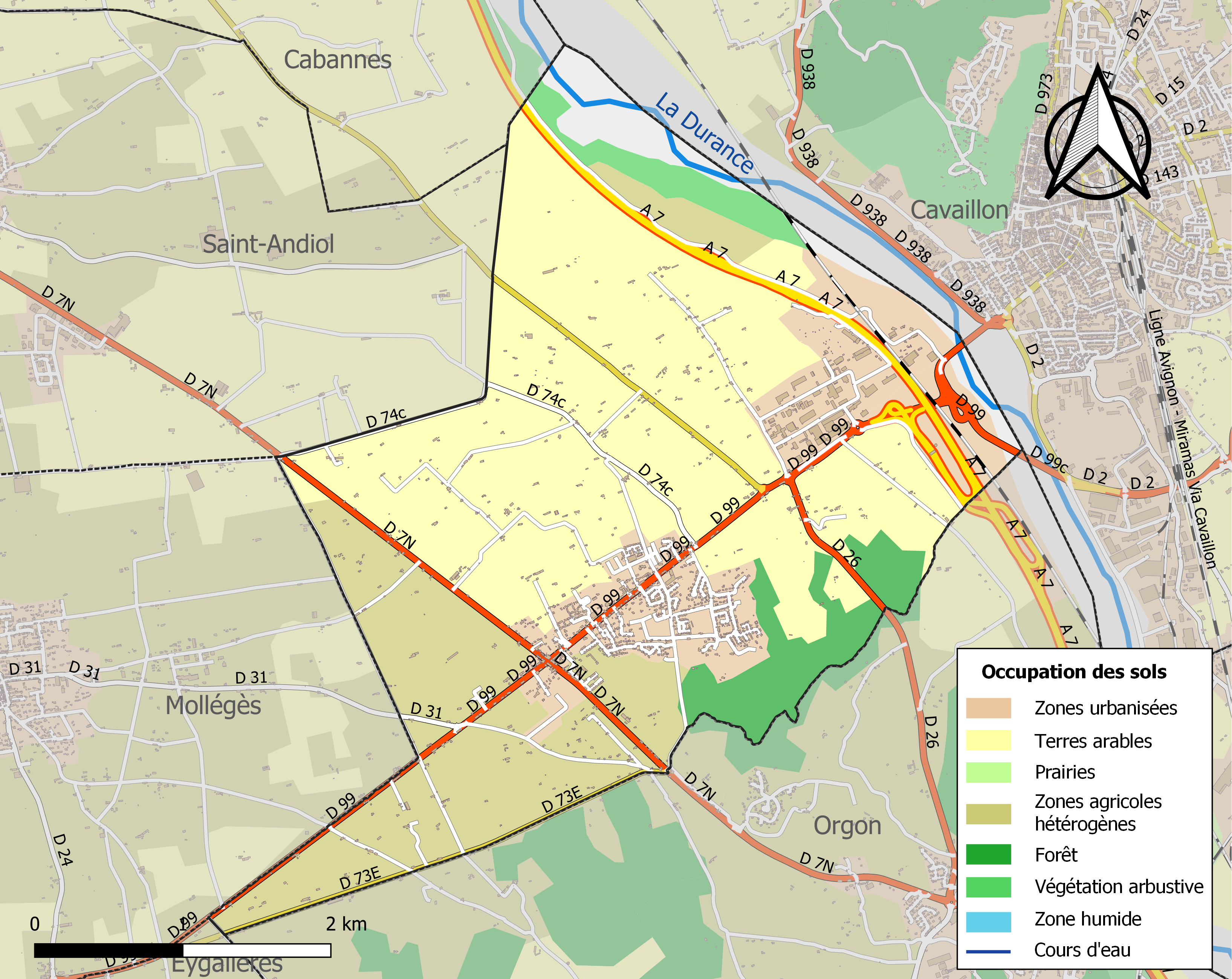
Carte des infrastructures et de l'occupation des sols de la commune en 2018 (CLC).

## Histoire
550 avant Jésus-Christ : les Cavares commencèrent à cultiver notre plaine et des sépultures de cette époque ainsi que quelques outils agricoles en fer ont été découverts au quartier Saint-Estève. Ils faisaient du commerce avec les Grecs installés à Marseille.
200 avant Jésus-Christ : passage des Romains qui se rendent d’Italie en Espagne.
XIIIe siècle : assèchement des marais par les templiers qui sont établis dans la région.
De 1800 à 1898, tous les ponts qui, de nos jours, enjambent la Durance sont construits. On en compte 16 lorsque Frédéric Mistral s'écrie :
« As bèu, Durenço,

Faire esfrai pèr me coupa la routo

Iéu, sus lou pont te passarai

E tu passo dessouto. » 
« Tu as beau, Durance,

faire l'effroyable

Pour me couper la route

Moi, sur le pont je te passerai

Et toi passe en dessous. »
Simple chapelle campagnarde baptisée sous le nom de saint Louis, le 25 août 1844, elle devient une paroisse grâce à l'intervention de Mgr Dupanloup et a ainsi un prêtre à demeure dès 1853. Les fidèles étant de plus en plus nombreux, il faut agrandir l'église de Saint-Louis-les-Orgon en 1874.
Le Plan-d'Orgon est un ancien hameau d'Orgon. Le village a connu un fort développement dans la deuxième moitié du XIXe siècle, notamment par l'avènement du chemin de fer. La ville se dote en effet d'une gare en 1887, située sur la ligne de Tarascon à Orgon. Le bâtiment sera détruit en 1979.
Ce n'est que le 27 juillet 1923, après environ un demi-siècle de démarches et d'interventions diverses, qu'il devient une commune, par distraction d'Orgon.

## Politique et administration

### Liste des maires

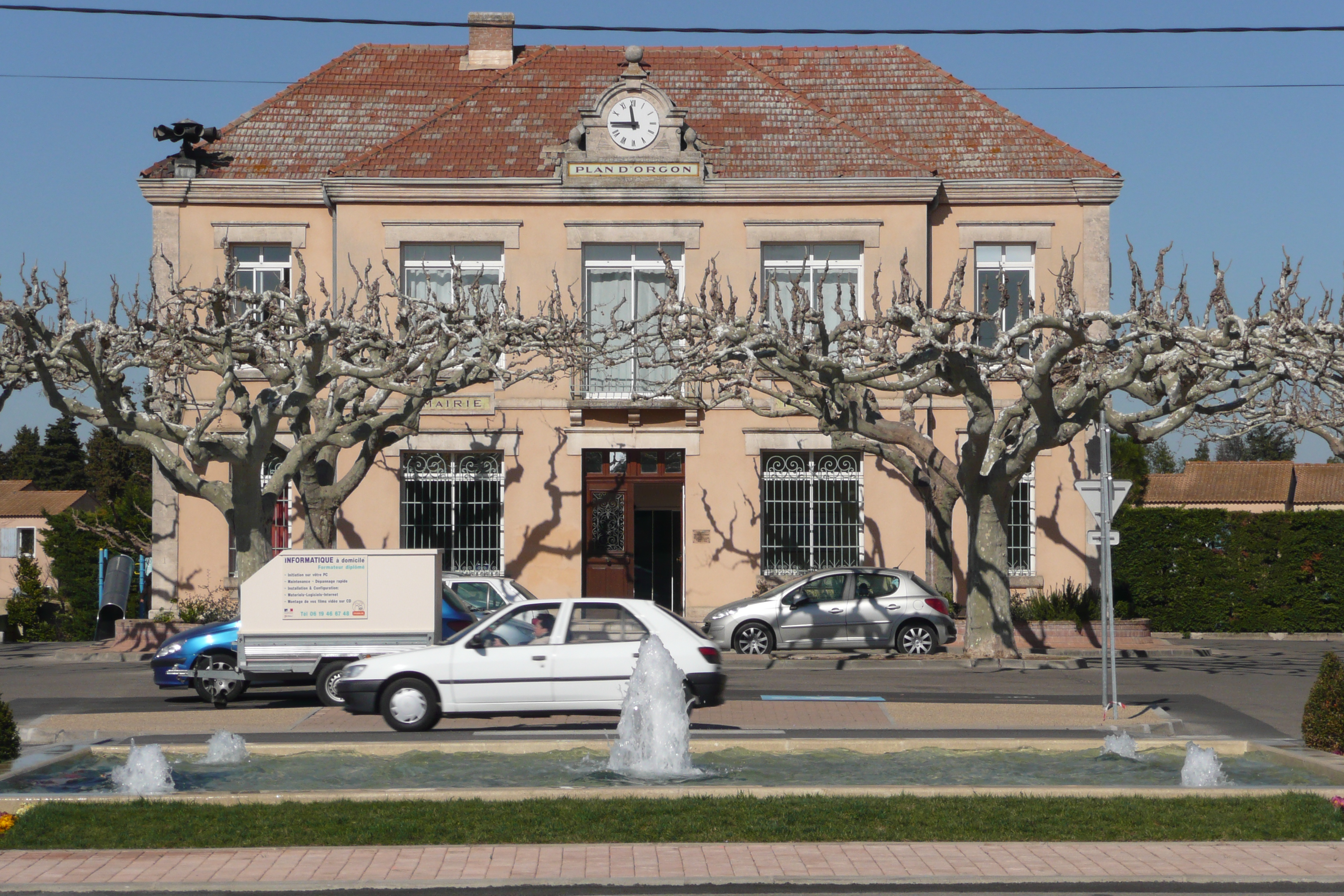
La mairie.

| Période                                  | Période   | Identité                 | Étiquette | Qualité                    |
| ---------------------------------------- | --------- | ------------------------ | --------- | -------------------------- |
| mars 1965                                | mars 1983 | Jean Sidoine (1909-2006) | PS        | Retraité de l'enseignement |
| mars 1983                                | mars 2008 | Guy Olivier              | PS        |                            |
| mars 2008                                | en cours  | Jean-Louis Lepian        | DVD       | Retraité                   |
| Les données manquantes sont à compléter. |           |                          |           |                            |

### Intercommunalités et aires urbaines
Plan-d'Orgon fait partie de l'aire urbaine de Cavaillon.

### Fiscalité
| Taxe                                                | Part communale | Part départementale | Part régionale |
| --------------------------------------------------- | -------------- | ------------------- | -------------- |
| Taxe d'habitation (TH)                              | 10,20 %        | 9,19 %              | 0,00 %         |
| Taxe foncière sur les propriétés bâties (TFPB)      | 12,00 %        | 10,85 %             | 2,36 %         |
| Taxe foncière sur les propriétés non bâties (TFPNB) | 33,00 %        | 9,80 %              | 8,85 %         |
| Taxe professionnelle (TP)                           | 17,50 %        | 7,08 %              | 3,84 %         |

La part régionale de la taxe d'habitation n'est pas applicable.

## Population et société

### Démographie
L'évolution du nombre d'habitants est connue à travers les recensements de la population effectués dans la commune depuis 1926. Pour les communes de moins de 10 000 habitants, une enquête de recensement portant sur toute la population est réalisée tous les cinq ans, les populations de référence des années intermédiaires étant quant à elles estimées par interpolation ou extrapolation. Pour la commune, le premier recensement exhaustif entrant dans le cadre du nouveau dispositif a été réalisé en 2007.

En 2022, la commune comptait 3 562 habitants, en évolution de +3,88 % par rapport à 2016 (Bouches-du-Rhône : +2,48 %, France hors Mayotte : +2,11 %).
| 1926  | 1931  | 1936  | 1946  | 1954  | 1962  | 1968  | 1975  | 1982  |
| ----- | ----- | ----- | ----- | ----- | ----- | ----- | ----- | ----- |
| 1 230 | 1 344 | 1 453 | 1 422 | 1 441 | 1 543 | 1 707 | 1 745 | 1 885 |

| 1990  | 1999  | 2006  | 2007  | 2012  | 2017  | 2022  | - | - |
| ----- | ----- | ----- | ----- | ----- | ----- | ----- | - | - |
| 2 294 | 2 401 | 2 698 | 2 738 | 3 067 | 3 453 | 3 562 | - | - |

### Manifestations culturelles et festivités
Village de tradition, une journée et un défilé « à l'ancienne » ont lieu chaque année lors de la fête du Pont au mois de juin. À cette occasion, de nombreuses manifestations taurines sont organisées dans les arènes Albert-Laty et dans le village.
Fin août, la fête votive de la Saint-Louis embellit le village avec ses spectacles, bals, concours de boules, animations pour les enfants, feux d'artifice, manifestations taurines, Aïoli, etc.
Dans le cadre du Festival international du piano de la Roque-d'Anthéron, la route de la Durance aux Alpilles propose des concerts gratuits dont un sur la commune.
Plan-d'Orgon est un village qui vit toute l'année. L'agenda mis à jour quotidiennement sur le site de la commune permet de tenir informés tous ses visiteurs.

### Personnalités liées à la commune
- Daniel Pellegrin, raseteur
- Benoît Molin, chef pâtissier

## Équipements et services

### Sports
On trouve sur la commune plusieurs associations et équipement à but sportif comme un tennis club, un club de ball-trap, etc.

### Cultes
Le culte catholique est représenté par les paroisses de Saint-Rémy-de-Provence, Eygalières, Mollégès, Saint-Andiol, Plan-d'Orgon, Verquières et Cabannes qui sont regroupées en un ensemble pastoral.

## Culture et patrimoine
- Stade René-Berud (football, rugby).
- Arènes (spectacles et manifestations taurines).
- Salle Paul-Faraud (réunions, spectacle des écoles).
- Église Saint-Louis de Plan-d'Orgon.